# 사토 지로
사토 지로(일본어: 佐藤 二朗, 1969년 5월 7일 ~ )는 일본의 배우, 각본가, 영화 감독이다. 신슈 대학 경제학부 졸업.
아이치현 출신. 프롬 퍼스트 프로덕션 소속.

## 출연

### 드라마
NHK
- 세미시구레 (2003년)
- 토키오 아버지께 전언 (2004년)
- 체이스~국세청 감사관~ (2010년) - 자이츠 역
- 대하드라마
  - 타이라노 키요모리 (2012년) - 후지와라노 이에나리 역
  - 꽃 타오르다 (2015년) - 누마자키 키치고로 역
  - 가마쿠라도노의 13인 (2022년) - 히키 요시카즈 역
- 연속 TV 소설
  - 순수한 사랑 (2013년) - 세사인 (아마노 이와오) 역

닛폰 TV
- 무서운 일요일 (1999년)
- 전설의 교사 (2000년)
- 신주쿠 폭주 구급대 (2000년)
- 뷰티 7 (2001년)
- 울랄라 며느리 (2001년)
- 공범자 (2003년) - 타케다 역
- 극한추리 콜로세움 (2004년) - 이이다 류지 역
- 수험의 신 (2007년) - 요시다 과장 역
- 도쿄 대공습 (2008년) - 마시타 역
- 고쿠센 (2008년) - 우시지마 호사쿠 역
- THE QUIZ SHOW 2008 ORIGIN (2008년) - 스마일리 키타지마 역
- LOVE GAME (2009년) - 이마오카 야스유키 역
- 프로골퍼 하나 (2010년) - 노기 역
- SKE48의 매지컬 라디오 (2011년 ~ 2013년) - 오니마루 지로 역
- 더티 마마! (2012년) - 오노 미치오 역
- 재판장님! 배가 고픕니다! (2013년) - 재판관 역
- 킨다이치 소년의 사건부 N(neo) (2014년) - 토모리 케이 역
- 데스노트 (2015년) - 모기 칸조 역
- 위장부부 (2015년) - 고다 텐진 역
- 니체 선생님 (2016년) - 점장 역
- 슈퍼 샐러리맨 사에나이씨 (2017년) - 요네쿠라 역

TBS
- QUIZ (2000년) - 아베 형사 역
- 블랙 잭 카르테 II (2000년) - 의사 역
  - 블랙 잭 카르테 III (2001년)
- 한도쿠!!! (2001년) - 카타기리 토쿠슈 역
- 사랑의 노래 (2002년) - 오카키타 역
- First Love (2002년) - 세노오 역
- 한밤중의 비 (2002년) - 히구치 코이치 역
- 형사☆이치로 (2003년) - 마루야마 타카시 역
- 휴대폰 형사 제니가타 시리즈
  - 휴대폰 형사 제니가타 마이 (2003년) - 수수께끼의 남자 역
  - 휴대폰 형사 제니가타 루이 (2004년) - 사토 키미야스 역 ※일부 각본
  - 휴대폰 형사 제니가타 레이 (2004년) - 엔슈 리츠 역 ※일부 각본
  - 휴대폰 형사 제니가타 라이 (2006년) - 제니가타 라이 가짜 1 역
- Stand Up!! (2003년)
- 사랑하는 일요일
  - 사랑하는 일요일 〈다이어리〉 (2003년) - 유지 역
  - 문학의 노래 사랑하는 일요일 〈열흘 밤의 꿈〉 (2005년) - 환자 역
  - 사랑하는 일요일 제3시리즈 〈어덜트한 사랑〉 (2007년) - 이가라시 토미오 역 ※각본
- 모래그릇 (2004년) - 미키 역
- 핫 맨 (2004년) - 츠루타 켄타 역
- 요츠야 군과 오오츠카 군/천재 소년 탐정 등장의 권 (2004년) - 토네가와 역
- 비밥 하이스쿨 (2004년)
- 스파이도 (2005년)
- M의 비극 (2005년) - 오오카와 형사 역
- 야왕~YAOH~ (2005년) - 킨시로 역
- 가치바카! (2006년)
- 쓰레기 변호사 (2006년) - 사토 역
- 태양의 노래 (2006년)
- 철판소녀 아카네!! (2006년) - 야마카와 히데키 역
- 웃기는 사랑은 하고 싶지 않아 (2006년) - 손님 역
- 반짝반짝 연수의 (2007년) - 이케가미 역
- 모래시계 (2007년) - 아키히코 역
- 집에 다섯 딸 있음 (2007년) - 단 고로 역
- 월요 골든
  - 이웃 탐정·사츠키노 사츠키 (2008년) - 우에다 신타로 역
  - 여자 택시 드라이버의 사건 일지 5 (2010년) - 콘도 타이치 역
  - 나는 굽히지 않아~특수 검찰과 싸운 여성 관료와 가족의 465일 (2011년) - 아사노 검사 역
  - 수호신·보디가드 신도 테루 (2012년) - 오오사키 역
  - 전맹의 내가 변호사가 된 이유~실화에 의거한 감동 서스펜스!~ (2014년) - 야마오카 역
- RESCUE~특별고도구조대 (2009년) - 친 역
- JIN-진- (2009년) - 후쿠다 겐코 역
  - JIN-진- 완결편 (2011년)
- 텀블링 (2010년) - 타시로 시게오 역
- 해머 세션! (2010년) - 키무라 역
- 가족팔경 Nanase,Telepathy Girl's Ballad (2012년) - 시미즈 시게조 역 ※일부 각본
- 파파돌! (2012년) - 카리야 타카히로 역
- 서머 레스큐~천공의 진료소~ (2012년) - 타카이 사토시 역
- MONSTERS (2012년) - 무라카와 히데키 역
- 텐마 씨가 간다 (2013년) - 호카이 텐도 역
- Dr.DMAT (2014년) - 코소네 타츠야 역
- 이 미스터리가 대단해! 베스트셀러 작가의 도전장 〈남겨진 선율〉 (2014년)
- 신의 혀를 가진 남자 (2016년) - 미야자와 칸지 역

후지 TV
- 러브 컴플렉스 (2000년) - 아오키 형사 역
- 금요 엔터테인먼트 〈고참 탐정 아키코&미도리의 여정 사건장〉 (2000년) - 사사키 아키오 역
- 학교괴담 (2001년)
- 마루사!! 도쿄 국세국 사찰부 (2003년, 칸사이 TV) - 야스다 야스오 역
- 진실 일로 (2003년) - 마츠자키 역
- 항적~요코야마 야스시 풀 스로틀 (2004년, 칸사이 TV) - 오카다 야스오 역
  - 요코야마 야스시 풀 스로틀 2~아와 나루토 순애 이야기~ (2005년) - 오카다 이치로 역
- 인간의 증명 (2004년) - 토시오 역
- 정말로 있었던 무서운 이야기 (2004년) - 후지모리 유키오 역
- 전차남 (2005년) - 쿠로키 후미토 역
- 나무 쓰러뜨리기 진상~그 가족, 이후의 비극~ (2005년) - 쿠마 짱 역
- 위험한 아네키 (2005년) - 마다라메 준 역
- 못난이의 눈동자를 사랑해 (2006년)
- 더 히트 퍼레이드~연예계를 바꾼 남자·와타나베 신 이야기~ (2006년) - 마루야마 요시히코 역
- 금요 프레스테이지
  - 신주쿠의 어머니 이야기 (2006년)
  - 오카베 경부 시리즈 타마 호숫가 살인사건 (2007년)
  - 꽃 전쟁~교토 기온 전설의 게이기·이와사키 미네코 (2007년)
- 타로와 지로~반성 원숭이와 나의 꿈~ (2007년)
- 우리들의 교과서 (2007년) - 쿠마자와 모이치 역
- 엄마가 요리를 만드는 이유 (2007년)
- 빵빵녀와 절벽녀 (2007년) - 오니가와라 카즈오 역
- 의룡-Team Medical Dragon-2 (2007년) - 마츠다이라 코타로 역
- 33분 탐정 (2008년) - 감식관 역
- 몬스터 페어런트 (2008년, 칸사이 TV) - 나카가와 역
- Real Clothes (2008년, 칸사이 TV) - 부장 역
  - Real Clothes (2009년)
- 나는 고흐가 된다!~사랑을 새긴 남자·무나카타 시코와 그 아내~ (2008년) - 무나카타 역
- 기묘한 이야기 〈때리고 맞으며 살아가는 거야〉 (2008년)
- 도망변호사 (2010년) - 이가라시 역
- CONTROL~범죄심리수사~ (2011년) - 키노시타 유키오 역
- 전개걸 (2011년) - 모리스 사코타 역
- 여자 노부나가 (2013년) - 아시카가 요시아키 역
- 희미한 그녀 (2013년, 칸사이 TV) - 요시오카 상 역
- 약 1번째 프로포즈 (2013년) - 어시스턴트 프로듀서 코다마 역
- 가족의 속사정 (2013년) - 미마츠 타이치 역
- OL 카나의 아저씨 관찰일기. (2013년) - 사토 역
- 신 나니와 금융도 (2015년) - 마츠노 역
- 어서 오세요, 우리 집에 (2015년) - 카니에 역

TV 아사히
- 연인은 스나이퍼 (2001년)
- TRICK2 (2002년) - 휴가 역
- 카토가에 어서 오세요!~나고야 아가씨~ (2004년, 나고야 TV) - 카토 유키지로 역
- 남동생 (2004년)
- 부호형사 (2005년) - 에구사 유키오 역
- 고도 (2005년)
- 비와 꿈의 뒤에 (2005년) - 우메즈 역
- 하루카 17 (2005년) - 이가사키 역
- 내일은 맑음 (2006년) - 오오키 역
- 레가타 (2006년, 아사히 방송 공동) - 카즈히코 역
- 토요 와이드 극장
  - 택시 드라이버의 추리 일지 (2006년 ~ ) - 하시모토 계장 역
  - 인류학자·미사키 쿠미코의 살인 감정 2 (2011년) - 시노자키 유사쿠 역
  - 역전 보도의 여자 2 (2013년) - 사사키 유이치 역
- 키쿠지로와 사키 (2007년) - 택시 운전수 역
- 몹걸 (2007년) - 아즈마 시게오 역
- 미래강사 메구루 (2008년) - 야부나카 점장 역
- 취활의 그녀 (2009년) - 취활 센터 스즈키 상 역
- 필살사업인 2009 (2009년, 아사히 방송 공동) - 지로 병위 역
- 댄디 대디?~연애 소설가·이사키 류노스케~ (2009년) - 하야마 슈지 역
- 11명이나 있어! (2011년) - 마마 선샤인 사장 역

TV 도쿄
- 용사 요시히코와 마왕의 성 (2011년) - 부처 역
  - 용사 요시히코와 악령의 열쇠 (2012년)
  - 용사 요시히코와 인도하는 7인 (2016년)
- 메시바나 형사 타치바나 (2013년) - 주연·타치바나 경부 역
- 아오이 호노오 (2014년) - MAD 호리이 역

WOWOW
- 재생거류 (2011년) - 호시노 타케시 역
- 변두리 로켓 (2011년) - 미타 키미야스 역
- 배달되고 싶은 우리 (2013년) - 하세베 역
- 테미스의 구형 (2015년) - 쿠로미야 카즈히코 역

도메이한 넷 6
- 강아지 마메시바 (2009년) - 시바 지로 역
  - 마메시바 이치로 (2011년)
  - 마메시바 이치로 백수 시바 지로 (2012년)
  - 강아지 마메시바 망향 편 (2014년)
- 이누카이씨네 개 (2011년) - 시바 지로 역

LaLa TV
- 연애 드라마를 다시 한 번 (2013년) - 바의 마스터 역
- 우리가 프러포즈를 받지 못하는 101가지 이유 제3화 (2014년) - 히로미츠 역 ※각본

Amazon 프라임 비디오
- 우주의 일 (2016년) - 우주인 역

### 영화
- 가메라 대괴수 공중 결전 (1995년, 토호)
- 물에 빠진 물고기 (2001년, 토에이)
- 허쉬! (2001년, 시글로) - 히로세 역
- EGG (2002년)
- 고질라 모스라 킹기도라 대괴수총공격 (2001년, 토호)
- 모방범 (2002년, 토호) - 시라이 형사 역
- 핑퐁 (2002년, 아스믹 에이스) - 스태프 역
- 연애사진 (2003년, 쇼치쿠) - 의사 역
- 안녕 미도리짱 (2004년, 슬로 러너)
- 괭이 갈매기 (2004년, 토에이) - 타나카 역
- 세미시구레 (2004년, 토호) - 사타케 역
- 스윙걸즈 (2004년, 토호) - 버스 운전수 역
- 별이 된 소년 (2005년, 토호) - 고교 교사 역
- 휴대폰 형사 THE MOVIE 바벨탑의 비밀 (2006년) - 사토 키미야스 역
- 13월 (2006년)
- 백댄서즈! (2006년)
- 슈가&스파이스 풍미절가 (2006년, 토호) - 토요타 역
- 붕대 클럽 (2007년, 토에이) - 의사 역
- 스마일 성야의 기적 (2007년, 토호) - 세리자와 역
- memo (2008년) - 모토하시 준페이 역 ※각본·감독
- 나를 둘러싼 것들. (2008년, 비터즈 엔드) - 우치다 역
- GS 원더랜드 (2008년, 데스페라도/닛카츠) - 사회자 역
- 20세기 소년 제2장 마지막 희망 (2009년, 토호) - 호쿠로의 순경 역
- 여자 마음 (2009년) - 치과의 미키 역
- 세균 열도 (2009년) - 사쿠라이 역
- 일본 소녀들이 원하는 것 (2009년) - 마츠시타 역
- 고쿠센 THE MOVIE (2009년, 토호) - 우시지마 호사쿠 역
- 확실히 전해 (2009년, 가가) - 장의사 역
- 강아지 마메시바 (2009년, AMG 엔터테인먼트) - 주연·시바 지로 역
  - 마메시바 이치로 3D (2012년)
  - 마메시바 이치로 백수 시바 지로 (2013년)
  - 강아지 마메시바 망향 편 (2014년)
- 오늘부터 히트맨 (2009년)
- 오아라이에도 별은 떨어져 (2009년, 닛카츠) - 마스터 역
- 아바시리 일가 THE MOVIE (2009년)
- 달팽이 식당 (2010년, 토호) - 하라 상 역
- NECK (2010년, 아스믹 에이스) - 준교수 역
- 시민 폴리스 69 (2011년, 트랜스포머) - 오카다 역
- 하야부사/HAYABUSA (2011년, 20세기 폭스) - 이소무라 히데키 역
- 아프로 타나카 (2012년, 쇼게이트) - 결혼식 사회자 역
- 줄다리기! (2012년, 토호) - 시장 비서 역
- 어린이 경찰 (2013년, 토호 영상 사업부) - 프로듀서 역
- 우리의 교환일기 (2013년, 쇼게이트) - 나카야마 역
- 변태 가면 (2013년, 티 조이)
- 나는 아직 진심을 내지 않았을 뿐 (2013년, 쇼치쿠) - 점쟁이 역
- 남자 고교생의 일상 (2013년, 쇼게이트) - 무라마츠 선생님 역
- JUDGE/저지 (2013년, 토호 영상 사업부)
- 신의 카르테 2 (2014년, 토호)
- 죠시즈 (2014년, 킹레코드) - 찰즈 역
- 천공의 벌 (2015년, 쇼치쿠) - 이마에다 과장 역
- 닌쿄 야로 (2016년, KATSU-do)
- RANMARU 신의 혀를 가진 남자 (2016년, 쇼치쿠) - 미야자와 칸지 역
- 애처가 미야모토 (2017년, 토호) - 이가라시 코지 역
- 은혼 (2017년, 워너 브라더스 영화) - 타케치 헨페이타 역
- 사이키 쿠스오의 재난 (2017년)
- 메리와 마녀의 꽃 (2017년)
- 은혼 2: 규칙은 깨라고 있는 것 (2018년, 워너 브라더스 영화) - 타케치 헨페이타 역
- 첫 키스만 50번째 (2018년) - 켄타 역
- 브라더스 인 브라설 (2019년, 각본 감독 주연)
- 페이블 (2019년) - 타코다 역
- 신해석 삼국지 (2020년) - 동탁 역
- 리볼버 릴리 (2023년) - 히라오카 역
- 무파사: 라이온 킹 (2024년) - 품바 역

## 서적
- 사토 지로 나우 (2016년 7월 14일, 어뮤즈먼트 미디어 종합학원 AMG 출판)[1]